# Paizay-le-Tort
 Paizay-le-Tort  es una población y comuna francesa, situada en la región de Poitou-Charentes, departamento de Deux-Sèvres, en el distrito de Niort y cantón de Melle.

## Demografía
| 449 | 462 | 415 | 426 | 468 | 455 | 467 | 481 |
| Para los censos de 1962 a 1999 la población legal corresponde a la población sin duplicidades (Fuente: INSEE [Consultar]) |     |     |     |     |     |     |     |